# Sematophyllum mittenianum
Sematophyllum mittenianum là một loài Rêu trong họ Sematophyllaceae. Loài này được W.R. Buck miêu tả khoa học đầu tiên năm 1982.